# 아와즈 이나크
아와즈 이나크(페르시아어: عوض ایناق, 우즈베크어: Avaz inoq 아바즈 이노크, 1750년~1804년)는 우즈베크족의 두 번째 통치자이자 1790년부터 1804년까지 히바 칸국과 화레즘을 다스린 히바 칸국의 칸이다.

## 집권
1790년 화레즘의 히바 칸국의 이전 칸이자 부친인 무함마드 아민 비이가 사망하면서, 그의 뒤를 이어 히바 칸국의 칸이 되었다.
아와즈 이나크는 경제 활성화 정책을 펼쳤다. 그의 통치 기간 동안에는 화레즘에 대한 대규모 관개 공사를 실시했다. 이 시기에는 상대적으로 평화로운 시기를 누리지 못했다.
아와즈 이나크는 지속적으로 히바 칸국에 반발하는 아랄 부족과 싸워야 했다. 1793년에는 화레즘에서 호지 무라드 수피와 티르 무라드 수피 형제가 이끄는 반란이 일어나기도 했다. 반란은 제압했지만 최종적인 아랄 부족의 정벌은 무함마드 라힘 1세 시기가 되어야지 진압할 수 있었다.

## 외교 정책
아와즈 이나크의 통치 시기에는 부하라 토후국과는 비교적으로 평화로운 관계를 맺었다. 또한, 오스만 제국과 러시아 제국과 외교 관계를 유지했다.
1793년에는 히바 칸국이 이스칸데르 알라베르디, 라힘바이 도스트무라드 2인을 사절로 오렌부르크로 보냈다. 1793년 10월에는 러시아의 특사인 예고르 블란켄나겔이 히바에 도착했다. 1794년에는 히바에서 압즈 무함마드비 사절이 러시아로 갔다.

## 죽음
1804년 아와즈 이나크카 사망하고 나서, 히바의 칸은 그의 아들인 이르타자르 칸으로 양위되었다.

## 참고 문헌
- (러시아어) Гулямов Я. Г., История орошения Хорезма с древнейших времен до наших дней. Ташкент. 1957
- (러시아어) История Узбекской ССР. Том 1. Ответственный редактор Я. Г. Гулямов. Ташкент, 1967.
- (러시아어) История Узбекистана. Т.3. Т.,1993.

| 전임 무함마드 아민 비이 | 제44대 히바 칸국의 칸 1790년 ~ 1804년 | 후임 이르타자르 칸 |